# الركبة (بعدان)

تعديل مصدري - تعديل

الركبة محلة تابعة لقرية المنازل، التابعة لعزلة جرانة بمديرية بعدان إحدى مديريات محافظة إب في الجمهورية اليمنية، بلغ تعداد سكانها 82 حسب تعداد اليمن لعام 2004.